# Comté de Hardin (Kentucky)
Pour les articles homonymes, voir Comté de Hardin.
Le Comté de Hardin, fondé en 1792, est un comté de l'État du Kentucky qui comptait 105 543 habitants lors du recensement de 2010.
Le comté de Hardin a été créé en 1792 à partir du comté de Nelson, comme le 15e comté du Kentucky par ordre de formation. Le comté est nommé d’après le colonel John Hardin, un officier de l'armée continentale pendant la Révolution américaine, frère du Capitaine William Hardin qui a fondé Hardinsburg. 
Le futur président Abraham Lincoln est né, le 12 février 1809, dans la cabane en rondins de ses parents située dans ce comté du Kentucky, cabane située aujourd'hui dans le Comté de LaRue, détaché du précédent et consolidé en 1843.

## Géolocalisation
| Comté de Meade        | Comté de Harrison (Indiana) | Comté de Jefferson Comté de Bullitt |
| Comté de Breckinridge | Comté de Hardin             | Comté de Nelson                     |
| Comté de Grayson      | Comté de Hart               | Comté de LaRue                      |

## Source
- (en) Cet article est partiellement ou en totalité issu de l’article de Wikipédia en anglais intitulé « Hardin County, Kentucky » (voir la liste des auteurs).